# Susan Cadogan
Susan Cadogan (tên khai sinh Alison Anne Cadogan, ngày 2 tháng 11 năm 1951 tại Kingston, Jamaica) là một ca sĩ reggae nổi tiếng với các bản thu âm của bà trong những năm 1970.

## Tiểu sử
Cadogan là con gái của ca sĩ Lola Cadogan, người đã phát hành một số đĩa đơn âm nhạc 78rpm trong những năm 1950. Bà đã trải qua vài năm thời thơ ấu ở Belize, nơi gia đình bà chuyển đến, trước khi trở về Jamaica. Bà làm trợ lý thư viện, nhận một công việc trong thư viện của Đại học West Indies tại Mona. Tài năng ca sĩ của bà đã khiến bà thu âm đĩa đơn đầu tiên, "Love My Life" cho DJ phát thanh người Jamaica Jerry Lewis, bạn trai của một trong những người bạn học của Cadogan. Lee "Scratch" Perry đã ở trong phòng thu âm vào thời điểm đó, và bị ấn tượng bởi giọng hát của Cadogan đủ khiến ông album đáng giá với bà, và cũng đổi tên bà thành Susan.
Một trong những bản thu âm đầu tiên của bà với Perry, một bản cover ca khúc soul của Millie Jackson, "Hurt So Good" (có sự tham gia của tay bass Vladimir Gardiner và tay kèn cor Zap Pow), đã được phát hành ít ảnh hưởng ở Jamaica tại hãng thu âm '"Perries" mới của Perry, nhưng được phát hành ở Anh bởi hãng thu DIP International của Dennis Harris, và đứng đầu Bảng xếp hạng Reggae của Anh. Magnet Records đã chọn đĩa đơn và nó đã tiếp tục lọt vào top 5 của Bảng xếp hạng đĩa đơn của Anh, Cadogan đã bay tới London để quảng bá cho đĩa đơn, bao gồm cả sự xuất hiện trên truyền hình Top of the Pops. Cadogan sau đó đã ký hợp đồng trực tiếp với Magnet, người đã phát hành đĩa đơn chính thức sau đó, "Love Me Baby" do Pete Waterman sản xuất, đạt vị trí 22 vào tháng 7 năm 1975, nhưng là bản hit cuối cùng ở Anh của bà. Perry, trong khi đó, được sắp xếp với hãng thu Black Wax có trụ sở tại Birmingham để phát hành đĩa đơn tiếp theo không chính thức - phiên bản phối lại của "Love My Life". Những đĩa đơn khác được phát hành trên Klik và Lucky trong nỗ lực kiếm tiền, nhưng không ca khúc nào trong số này được lọt vào bảng xếp hạng.
Hai album giữa thập niên 1970, Making It Her Way và Hurt So Good được phát hành lần lượt bởi Magnet và Trojan Records, có doanh số đáng thất vọng.
Cadogan trở lại với công việc thư viện của mình, nhưng lại nổi lên như một nghệ sĩ thu âm vào năm 1982, có một loạt hit ở Jamaica bao gồm các bản cover "Track of My Tears" và "Piece of My Heart" và "(You Know How To Make Me) Feel So Good" vào năm - là một bản song ca với Ruddy Thomas. Sau khi trở lại công việc thư viện của mình trong hầu hết những năm 1980, bà trở lại với album Soulful Reggae do Mad Professor sản xuất vào năm 1992. Một album nữa, Chemistry of Love, tiếp theo vào năm 1995.
Cadogan đã bị bắt gặp lỗi âm nhạc một lần nữa vào năm 2001 và bà đã biểu diễn trực tiếp tại sự kiện Heineken Startime Series ở Kingston. Gần đây, Cadogan đã lưu diễn cùng với Glen Adams và The Slackers cũng như với ban nhạc Bồ Đào Nha The Ratazanas.
Năm 2016, bà phát hành EP gồm năm bài hát, Take Me Back và năm 2017 đã phát hành "Love Story", một bản song ca với Ken Boothe.

## Danh sách album
- - Doing It Her Way (1975) Magnet
  - Susan Cadogan aka Hurt So Good (1976) Trojan
  - Chemistry of Love (1992) Imp
  - Soulful Reggae (1992) Ariwa
  - Stealing Love (1998) Rhino
  - The Rhythm in You (2003)
  - Sincerely (2004) Capo
  - Two Sides of Susan (2008) JVC Japan

## Video
- Punkcast # 631 live with the Jammyland All Stars - Club Seho, New York City, 3 December 2004. ([./https://en.wikipedia.org/wiki/RealPlayer RealPlayer], [./https://en.wikipedia.org/wiki/Mp4 mp4])